# Holubinka
Holubinka (Russula) je rod vyšších hub, které jsou spolu s rodem ryzec (Lactarius) řazeny do čeledi holubinkovité (Russulaceae). Je velmi dobře vymezen mnoha makroskopickými i mikroskopickými znaky.

## Charakteristika
Pletivo třeně je velmi křehké (kruché), zrnité až pórovité, bez vláknité struktury. Třeň bývá středový.
Plodnice je rozlišena v klobouk, na jehož spodní straně jsou lupeny, a třeň. Svrchní pokožka klobouku bývá pestře zbarvena nejrůznějšími barvami, díky čemuž jsou holubinky obvykle velmi nápadné.
Závoj není vyvinut, nebo je naprosto redukován. V hymeniu se nacházejí sterilní cystidy a mohutné basidie se silnými (čtyřmi či dvěma) sterigmaty, na jejichž vrcholech se vytváří bezbarvé či žlutavě zbarvené spory.
Pletivo je tvořeno shluky kulovitých či měchýřkovitých sférocyst, ostrůvkovitě rozloženými mezi válcovité hyfy, které jsou přehrádkované bez přezek. V pletivu jsou pak roztroušeny zvláštní hyfy – mléčnice, v případě ryzců vyplněné tekutinou (latexem), která při poranění vytéká a na vzduchu se často různě zbarvuje. Holubinky rovněž obsahují mléčnice, avšak bez latexu.
Dalším patrným rozdílem mezi ryzci a holubinkami je rozložení sférocyst v tramě lupenů. U většiny ryzců tyto buňky chybí buď úplně, nebo alespoň v části lupenů blíže ostří. U holubinek jsou roztroušeny v podstatě rovnoměrně.
V případě ryzců se navíc lupeny střídají s lupénky různé délky, zatímco u holubinek jsou většinou stejně dlouhé.

## Popis

### Znaky vhodné pro rozlišení druhů
- velikost, tvar, okraj, barva, povrch klobouku, popř. slupitelnost jeho svrchní pokožky
- poměr četnosti mezi lamellami (lupeny) a lamellulami (lupénky), jejich zbarvení, tvar, připojení ke třeni, šířka, tloušťka, ostří lupenů, hustota a konzistence
- délka, barva, povrch třeně
- barevné změny na porušených pletivech
- zbarvení výtrusného prachu
- chuť (pokud poznáte čeleď, rozlišení chutí je u některých podobných druhů velmi snadné)

### Makrochemické reakce
Zajímavé je použití makrochemických reakcí pro determinaci jednotlivých druhů, které poprvé vyzkoušeli Arnould, Bertrand a Goris. Ti sledovali barevné účinky různých chemických látek na houbová pletiva. Čeští mykologové Melzer a Zvára poté ve dvacátých letech použili takové chemické reakce k systematickým účelům. Z použitých reagencií můžeme uvést např. zelenou skalici, hydroxid sodný, vodný roztok amoniaku, fenol, anilinovou vodu, fenoloxidázy, sulfoaldehydová činidla či benzidin.

### Důležité mikroznaky
Mezi důležité determinační mikroznaky rodu holubinka (Russula) dále patří kupříkladu široce elipsoidní zaoblené, krátce stopkaté výtrusy, někdy téměř kulovité, veliké od 5 do 14 µm. Velmi nápadná je ornamentika zevní stěny výtrusu, kterou mohou tvořit různé izolované útvary (tečky, bradavky, zrna, ostny), spojované útvary (tvoří různé více či méně dokonalé síťky) a hřebínkaté útvary vznikající splynutím více bradavek či ostnů.
V hymeniu se nacházejí velké, kyjovité basidie o velikostech 25 – 70 × 6 – 15 µm, obvykle bývají čtyřvýtrusé.
V pokožce klobouku se u některých skupin objevují tzv. dermatocystidy – kyjovité hyfy se zaobleným vrcholem i zašpičatělé, někdy protažené v násadec ukončený špičkou či paličkou. Od ostatních hyf se odlišují především přítomností černajících tělísek (tělíska, která v přítomnosti látek jako jsou sulfobenzaldehyd, sulfopiperonal či sulfovanilín do 15 minut zešednou)
Pigmenty způsobující různé zbarvení pokožky klobouku mohou být uloženy ve vakuolách (skupina Nigricantinae) či v cytoplazmě (skupina Heterophyllae). Vzácné jsou pigmenty membránové (např. skupina Ingratae).

### Luminiscence
Velmi zajímavá a obecně málo známá vlastnost je velmi silná luminiscence většiny druhů holubinek v ultrafialovém světle.

## Ekologie
Po stránce ekologické jsou holubinky vázané na mykorrhitický vztah se dřevinami, tedy převážně na lesní biotopy. Živí se saprofyticky. Jejich plodnice nalézáme v průběhu celé sezóny – nejčasnější druhy již od poloviny května, vrchol pak spadá do období pozdního léta a počátku podzimu.

## Rozšíření
Geograficky je rod holubinka (Russula) rozšířen takřka po celém světě.

## Význam
Obchodování je v České republice povoleno pouze s některými druhy, které mohou být použity pouze k sušení pro další průmyslové zpracování k potravinářským účelům. Jedná se o tyto druhy: holubinka bukovka (Russula heterophylla), holubinka černající (Russula nigricans), holubinka kolčaví (Russula mustelina), holubinka mandlová (Russula vesca), holubinka namodralá (Russula cyanoxantha), holubinka nazelenalá (Russula viresceus), holubinka olivová (Russula olivacea), holubinka osmahlá (Russula adusta) a holubinka zlatožlutá (Russula aurata). Přímý prodej holubinek není povolen z důvodu častých otrav způsobených záměnou některých holubinek za muchomůrku zelenou (Amanita phalloides).

## Galerie

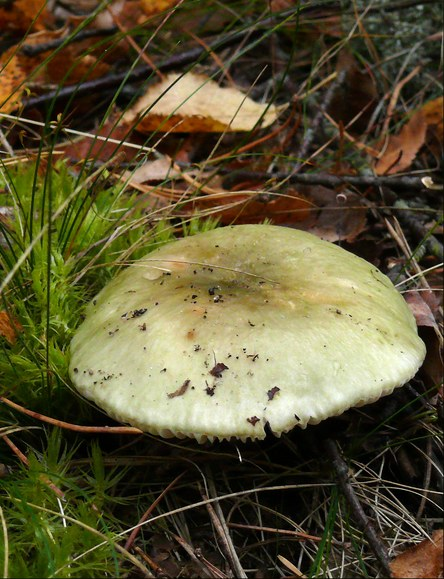
Holubinka trávozelená Russula aeruginea
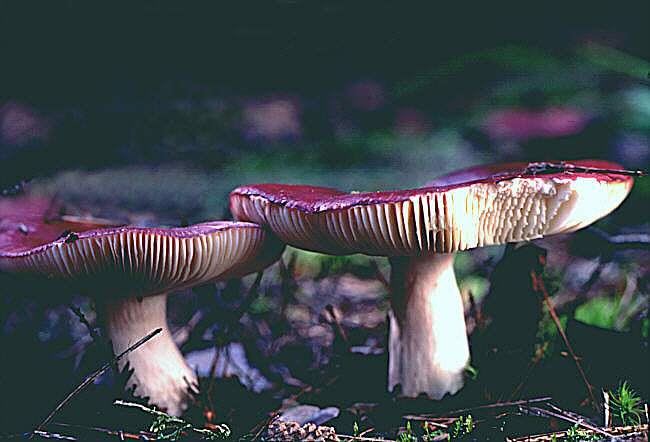
Holubinka ametystová Russula amethystina
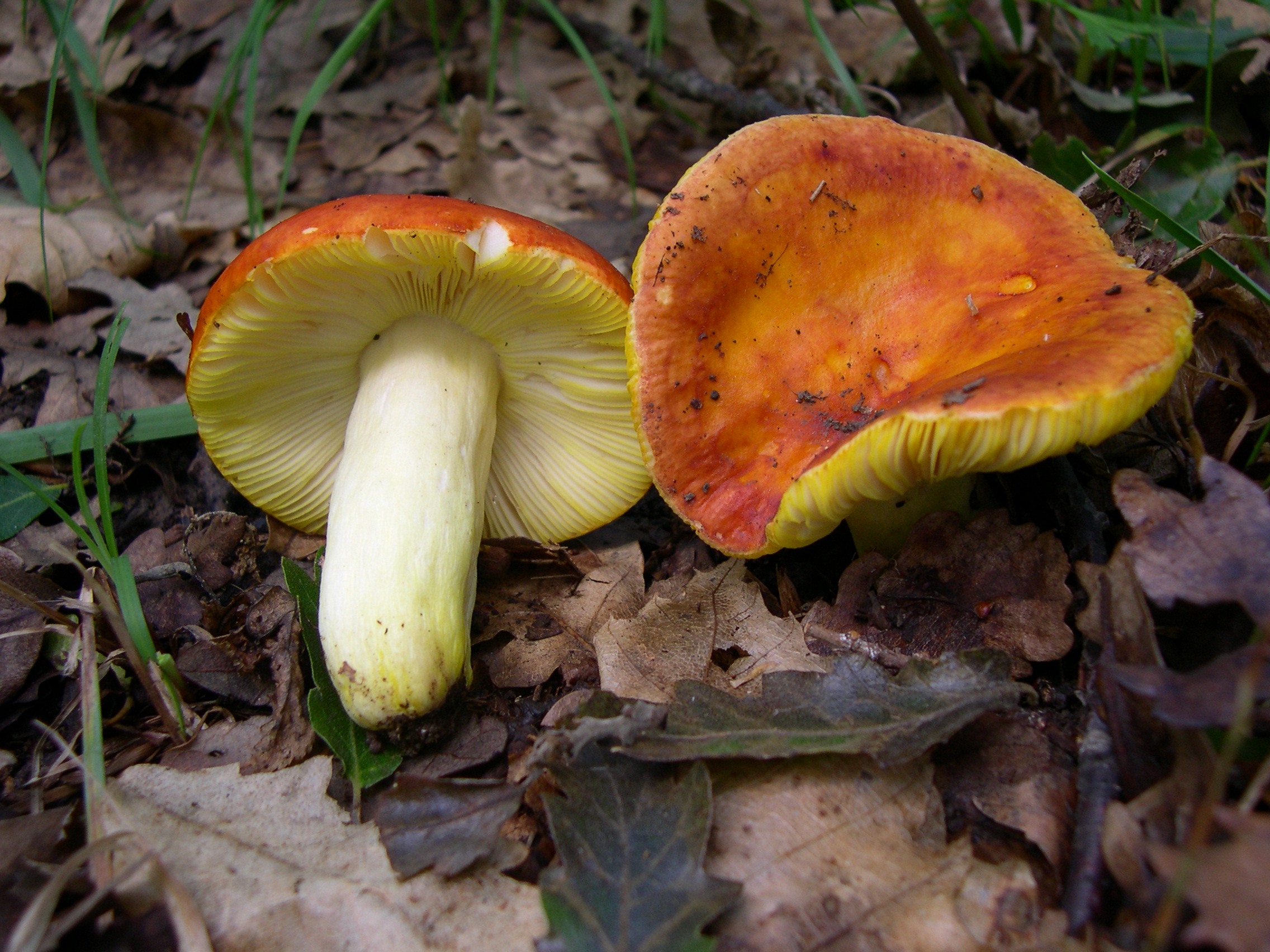
Holubinka zlatá Russula aurea
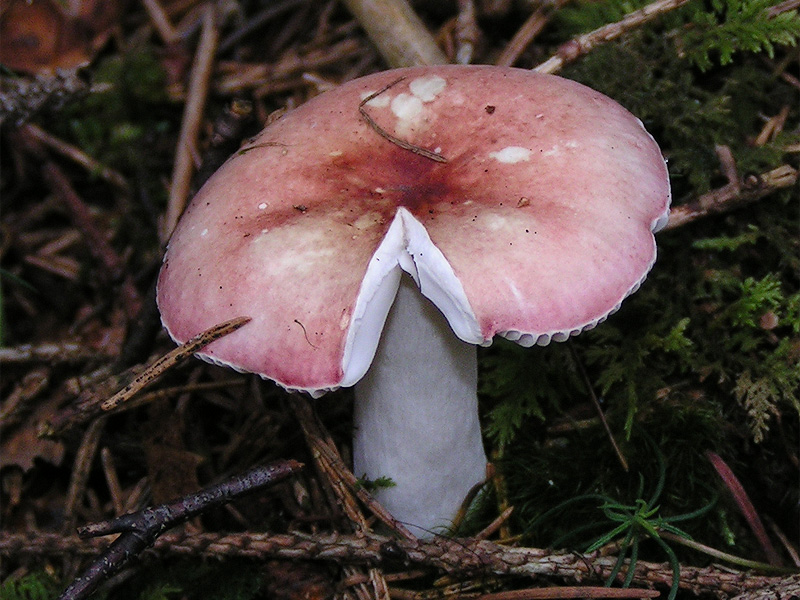
Holubinka březová Russula betularum
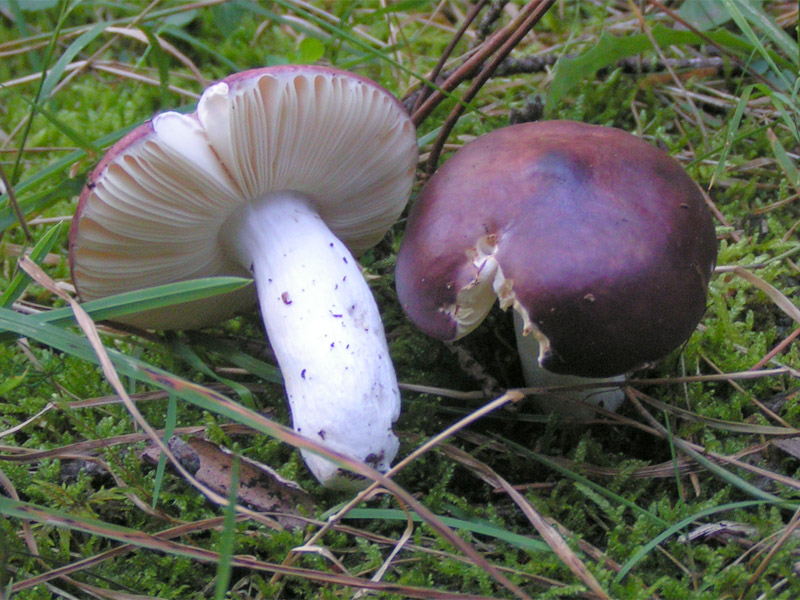
Holubinka hořká Russula caerulea
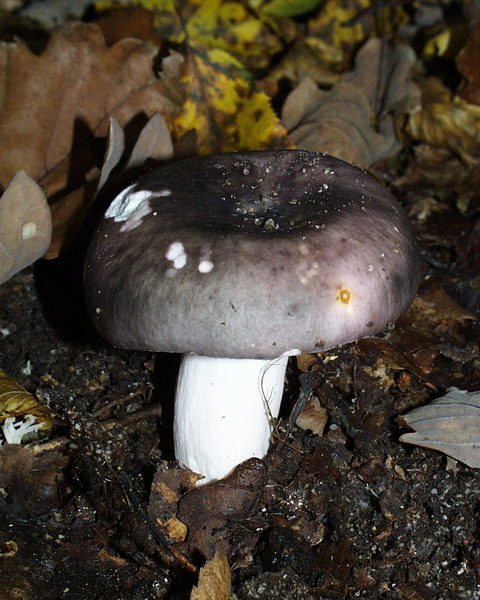
Holubinka namodralá Russula cyanoxantha
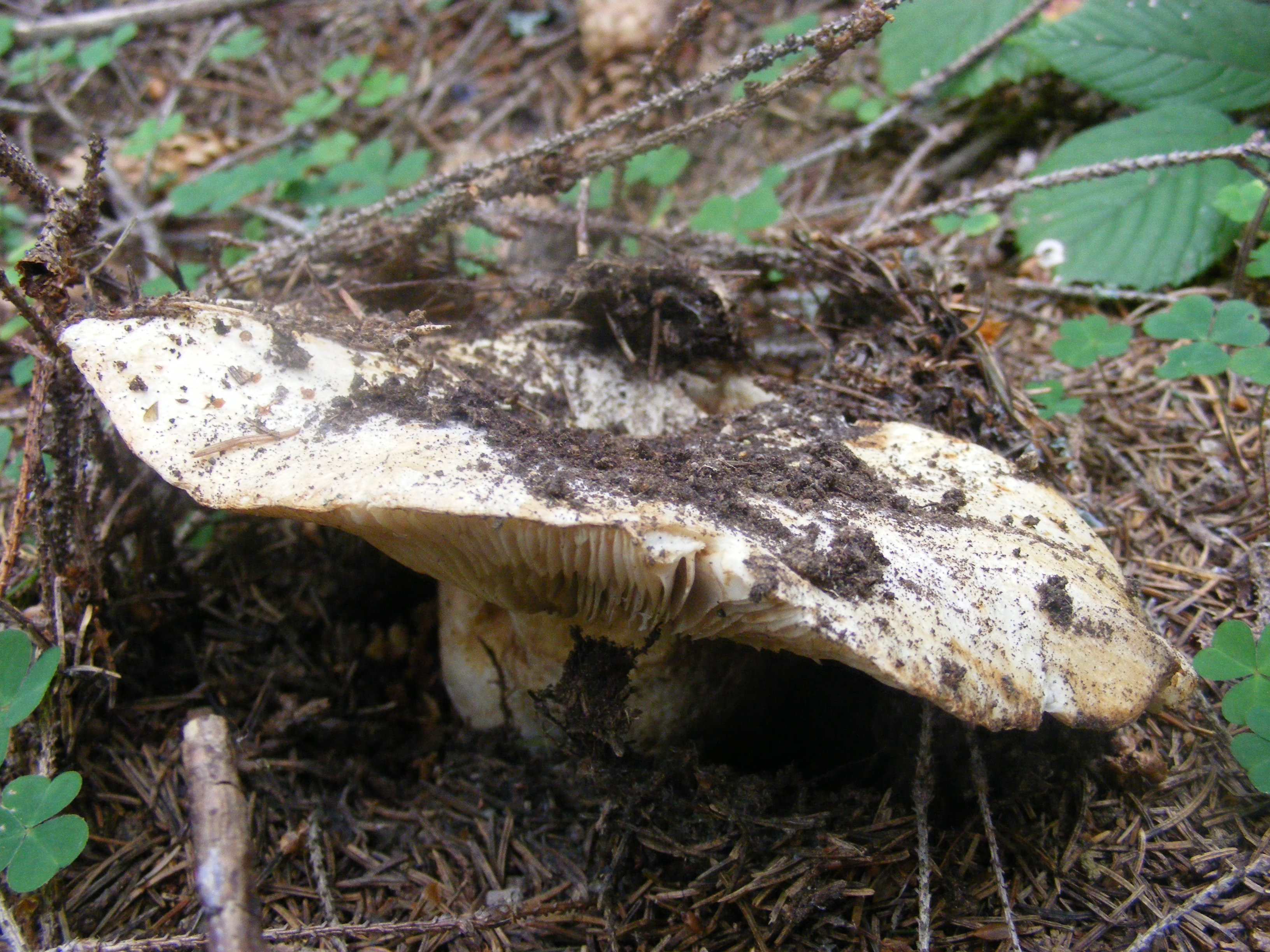
Holubinka bílá Russula delica
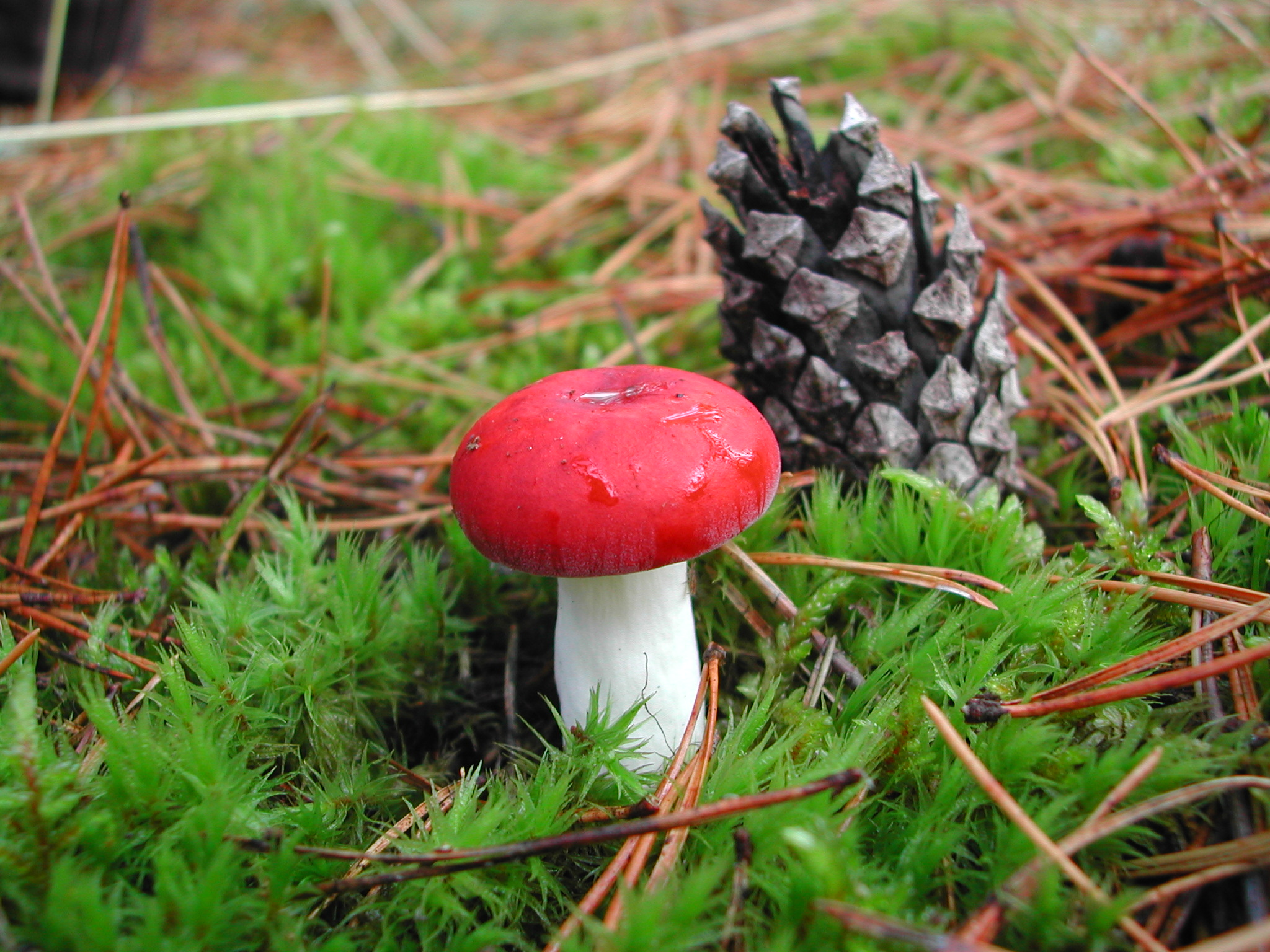
Holubinka vrhavka Russula emetica
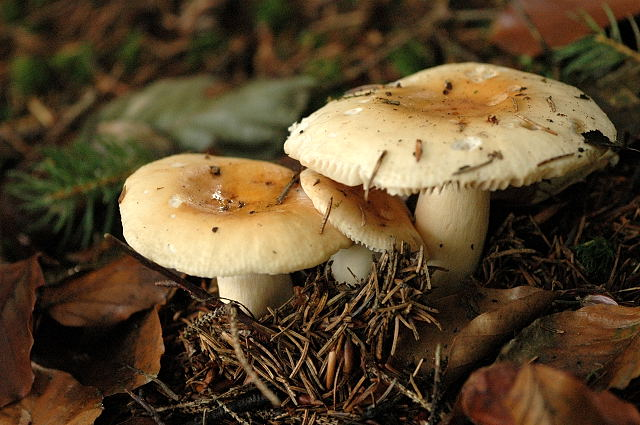
Holubinka žlučová Russula fellea
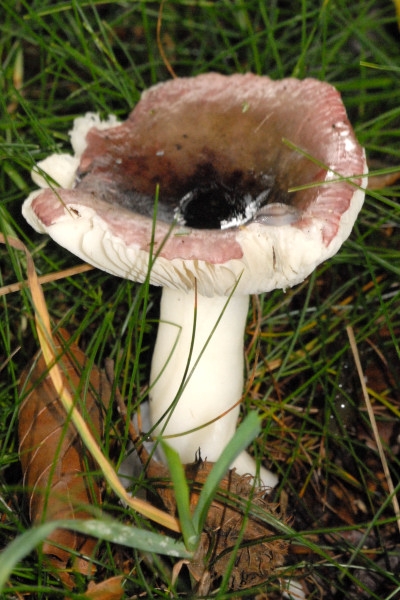
Holubinka křehká Russula fragilis
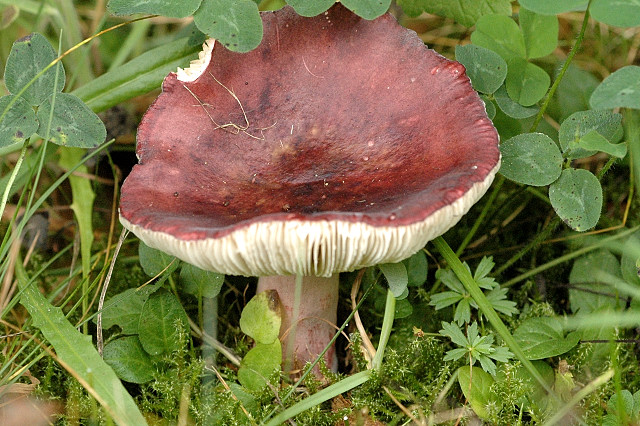
Holubinka tmavopurpurová Russula fuscorubroides
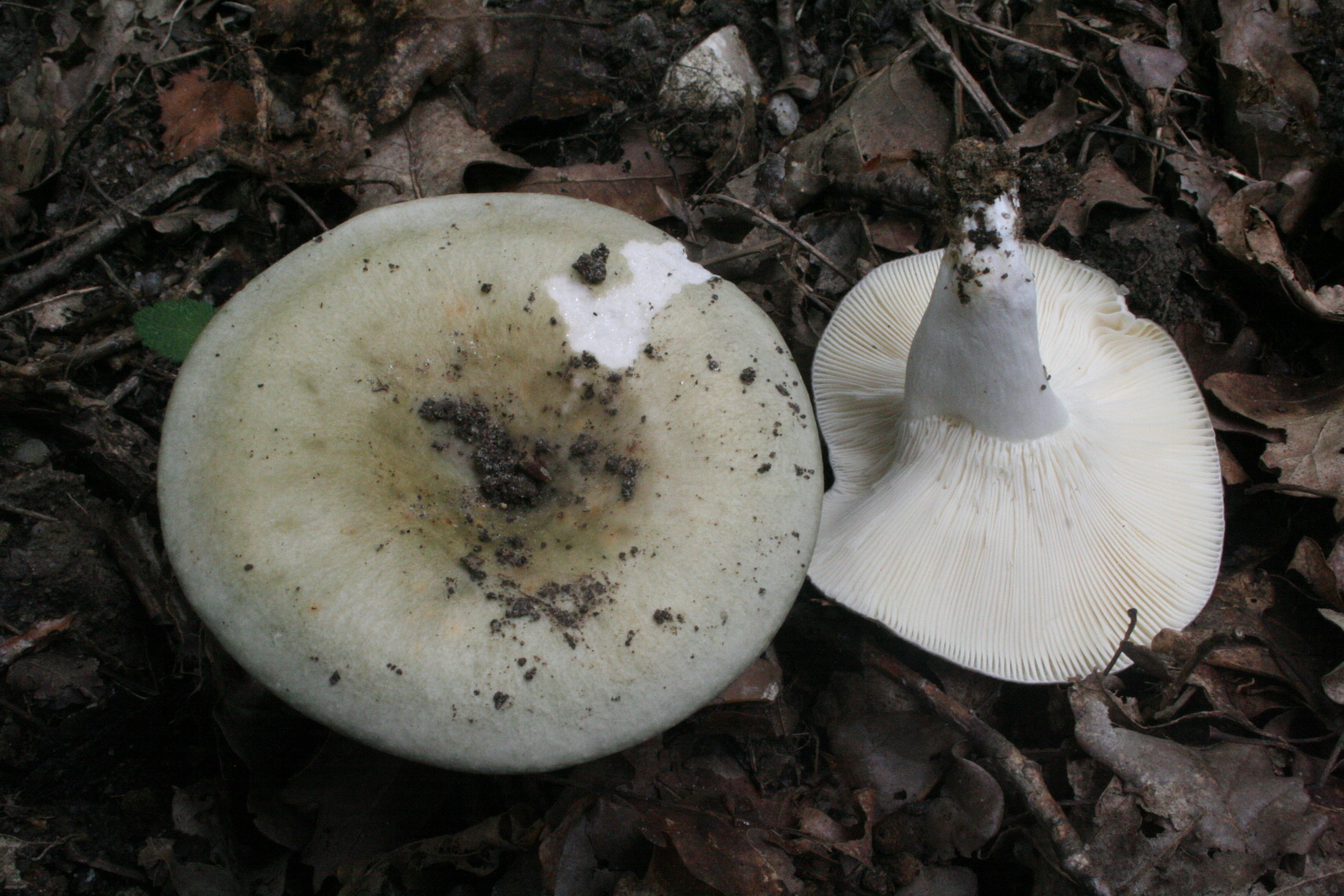
Holubinka bukovka Russula heterophylla
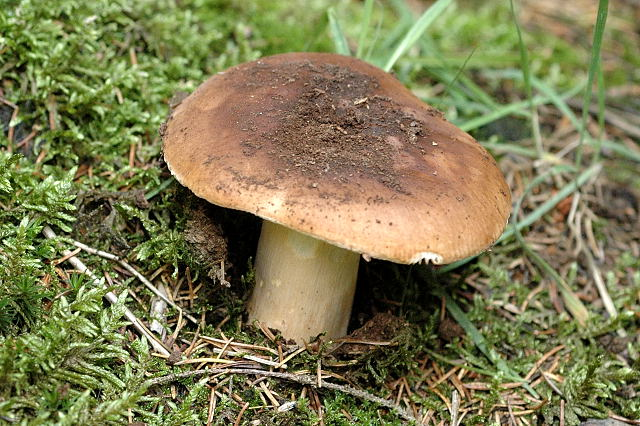
Holubinka kolčaví Russula mustelina
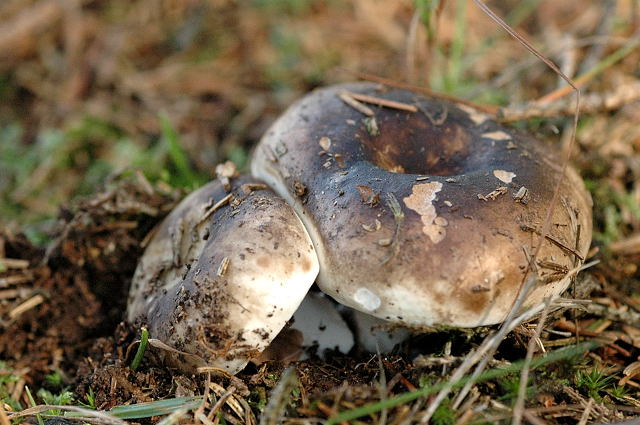
Holubinka černající Russula nigricans
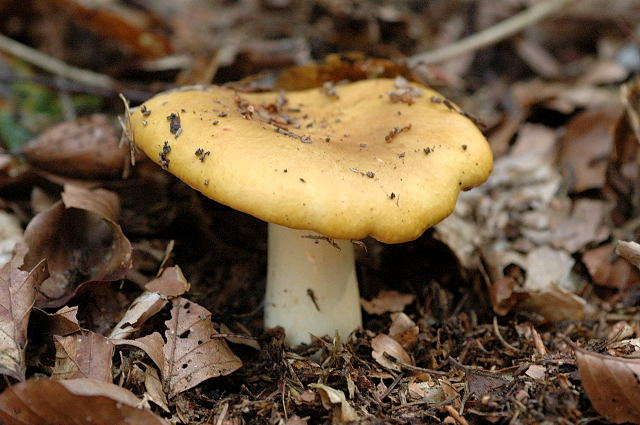
Holubinka hlínožlutá Russula ochroleuca
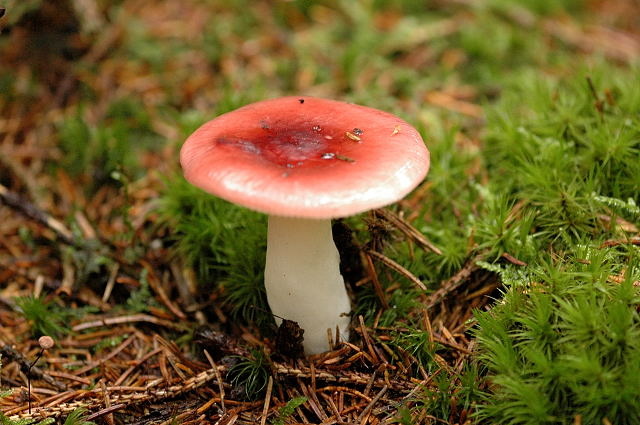
Holubinka dívčí Russula puellaris
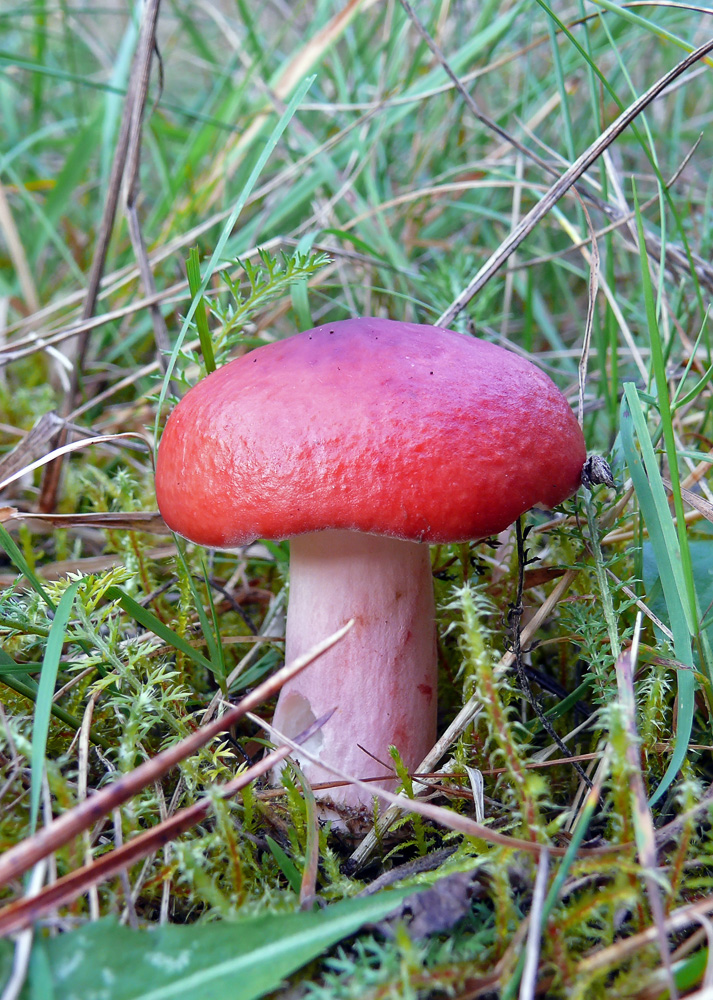
Holubinka rudonohá Russula rhodopoda
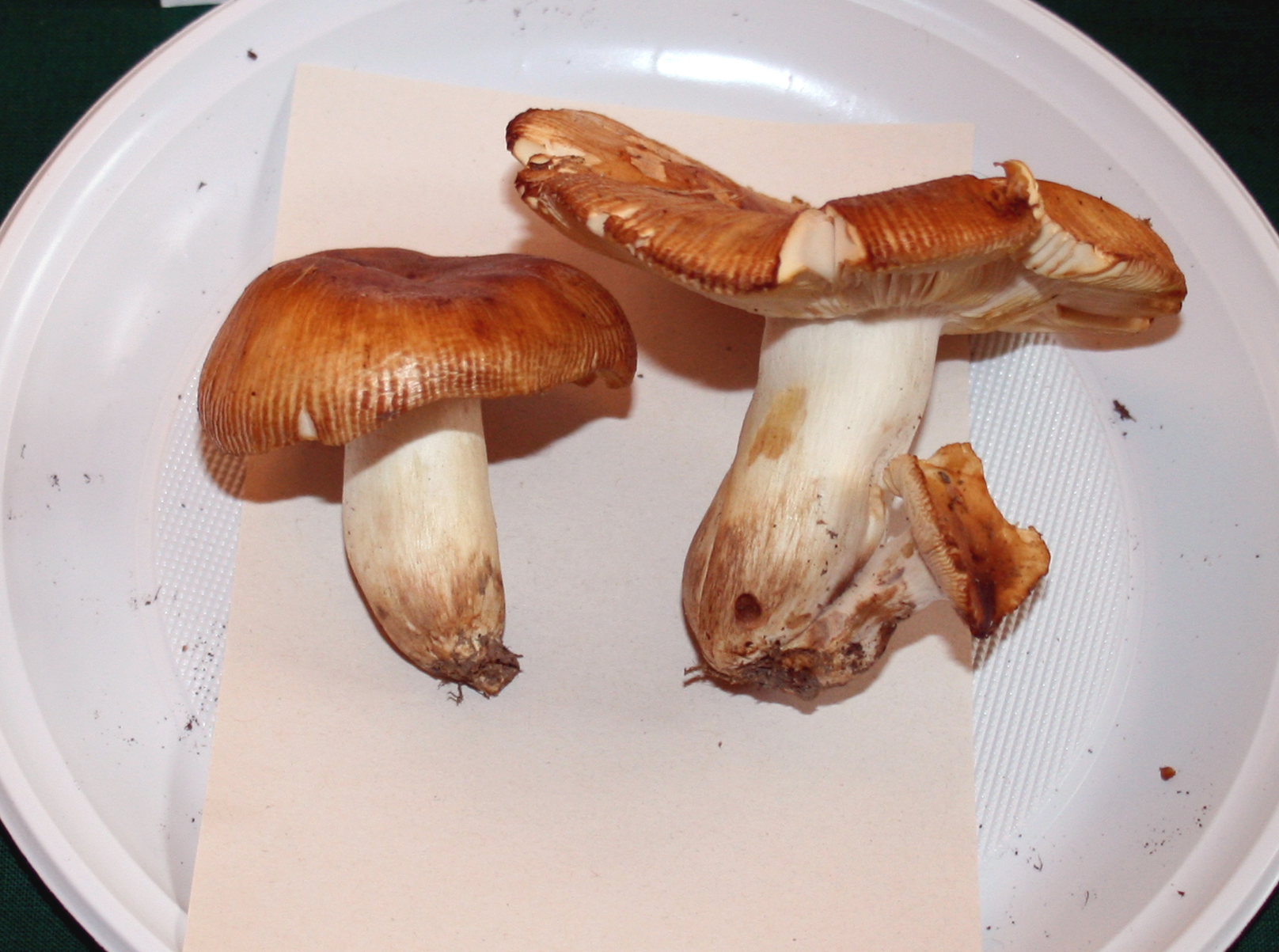
Holubinka zápašná Russula subfoetens
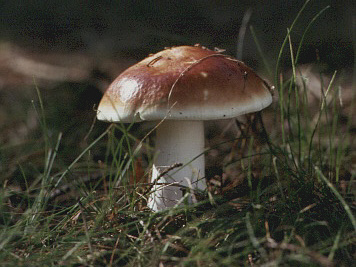
Holubinka mandlová Russula vesca
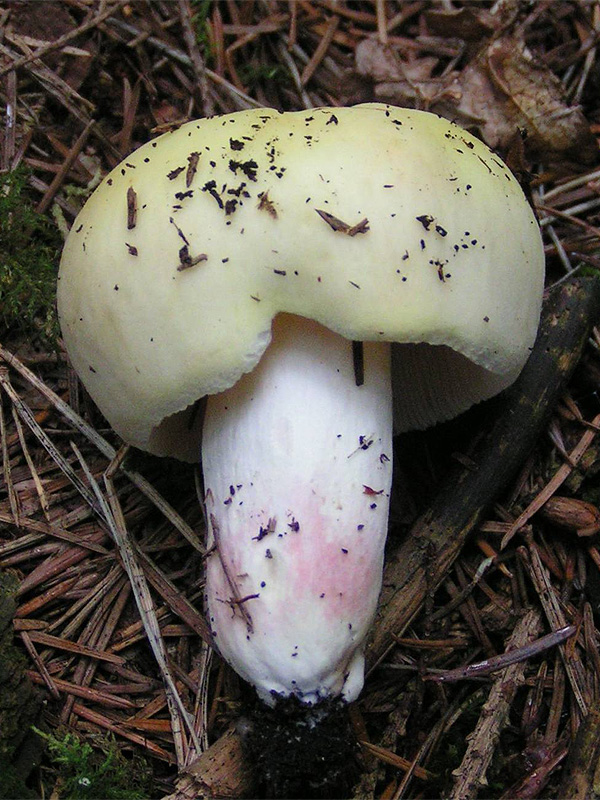
Holubinka fialovonohá Russula violeipes